# 鷲見病院
鷲見病院（すみびょういん、Sumi Hospital）は、岐阜県郡上市にある「社会医療法人 白鳳会」が運営する総合病院。1953年に19床で開設された「鷲見医院」を前身とする民間の病院である。

## 概要
鷲見病院は診療科13科・病床149床（一般101床、療養48床）を有す郡上市北部を代表する病院である。日本医療機能評価機構認定病院。臨床研修協力病院。救急指定病院として岐阜県知事により告示されている。
郡上市では郡上市民病院と並ぶ最大規模の病院であり、特に旧白鳥町周辺での中核病院となっている。鷲見病院の立地する郡上市白鳥周辺には十数箇所にも及ぶ数のスキー場が存在しており、本院ではそれらのスキー場から搬送されてくるスキーやスノーボードに外傷患者を毎年2,000名以上引き受けるなど、緊急手術も含めた救急医療の中核を担っている。また本院の前院長はスポーツリハビリ医やスキー・スノーボード外傷の症例研究家として著名な人物であり、ユニバーシアードに日本代表団のスポーツドクターとして派遣されることも多い。
設備面においてはMRIやマンモグラフィなどの高度医療機器を備えている。また駐車場内には十六銀行のATMが設置されている。施設面においては郡上市内で初めて開設された健診センターである「郡上健診センター」のほか、介護老人保健施設「ケアポート白鳳」を併設し、平成16年には関連法人「敬天会」が介護老人福祉施設　アットホームしろとり（定員75・短期5・ディサービス20）を設立するなど、予防医療から福祉・介護分野までも含めた地域の中核拠点となっている。
そのほかの特徴として地域医療の担い手として地域医療連携室を設置するなど、病病連携・病診連携にも積極的である。また本院では入院時に洗面用具や歯ブラシなどの入院セットを無料で提供するというサービスを行っている。

## 組織概要
- 診療部
  - 診療各科
- 看護部
  - 外来
  - 病棟
- 医療技術部門
  - 放射線科
  - 臨床検査科
  - 薬剤科
  - 理学療法科
  - 栄養科
- 診療支援部門
  - 診療録管理室
  - 地域連携室
  - 医療福祉相談室
- 事務局
  - 経理課
  - 医事・総務課
  - 施設科

## 診療科
- 内科
- 消化器科
- 外科
- 肛門外科
- 脳神経外科
- 整形外科
- 婦人科
- 眼科
- 耳鼻咽喉科
- 麻酔科
- リハビリテーション科
- 救急部門

## 専門外来
- 総合診療科（外科、セカンド・オピニオンなど）
- 脊椎外来
- 関節外来
- 乳腺外来
- 甲状腺外来 ほか

## 沿革
- 1953年（昭和28年） 鷲見医院が開設される。
- 1964年（昭和39年） 白鳥町白鳥80番地の2に移転する。
- 1972年（昭和47年） 医療法人白鳳会を設立する。
- 1981年（昭和56年） 現在地に新築・移転する。
- 1982年（昭和57年） 二次救急病院に指定される。
- 1993年（平成5年） 特定医療法人の指定を受ける。
- 2014年（平成26年）社会医療法人となる。

## 所在地
- 岐阜県郡上市白鳥町白鳥2番地の1

## 交通機関

### 公共交通機関
- 長良川鉄道越美南線美濃白鳥駅下車、徒歩15分程度
- 岐阜バス高速八幡線・八幡線「郡上白鳥」行き 「郡上北消防署前」バス停からすぐ
- 岐阜バス荘川八幡線「桜の郷荘川」行き 「郡上北消防署前」バス停からすぐ

### 道路交通
- 東海北陸自動車道白鳥IC下車の後、国道156号を北に約500m